# Джанаев, Иван Васильевич
Ива́н Васи́льевич Джана́ев (псевдоним Ни́гер; 2 октября 1898, Синдзисар, Нарский уезд, Терская область, Российская империя — 3 мая 1947, Орджоникидзе, СССР) — осетинский советский поэт, литературовед, публицист и переводчик.

## Биография
Отец Ивана стремился дать детям образование.
В 1909 году Иван Джанаев окончил Нарскую приходскую школу, после чего обучался во Владикавказском духовном училище.
В 1913 году поступил в Ардонскую духовную семинарию.
Принимал участие в издании рукописного иллюстрированного журнала «Фидиуаг» («Глашатай»), который и сейчас выходит на осетинском языке в РЮО. Под своими острыми публицистическими статьями в этом журнале он ставил подпись: Нигер. Этот псевдоним укрепился за ним на всю жизнь.
В 1917 году поступил на историко-филологический факультет Саратовского университета.
Отучившись год, летом 1918-го приехал на каникулы домой в Синдзисар. Началась Гражданская война. В Саратов он не вернулся.
Только через 9 лет, в 1927 году он поступил на литературный факультет Северо-Осетинского государственного педагогического института, который окончил в 1930 году. Тогда же его приняли в аспирантуру Северо-Осетинского научно-исследовательского института.
С 1936 года исполнял должность заведующего отделом истории осетинской литературы в Северо-Осетинском НИИ.
Читал лекции по теории литературы, древнегреческой и древнеримской литературе, фольклору, истории осетинской литературы. Проделал колоссальную работу по систематизации и изучению нартовского эпоса осетин.
С 1937 года до своей кончины проживал в доме № 34 на улице Джанаева. Умер 3 мая 1947 года в Орджоникидзе. Похоронен в некрополе Осетинской церкви. Его могила является объектом культурного наследия.
Память
- Его именем названа улица во Владикавказе.

## Творчество
Иван Джанаев начал писать в 1914 году. Свои сочинения писал в основном на осетинском языке, занимался переводами персидских поэтов, Гёте, Пушкина, Шевченко, Тургенева, Тютчева, А. Церетели, Горького, Лу Синя. Написал драму о великом Коста Хетагурове (в соавторстве с Татари Епхиевым) и сказку для детей «Бедняк и сыновья алдара». Ученики Джанаева — гордость осетинской литературы Хазби Калоев и Мухарбек Кочисов.

### Основные сочинения
- Гыцци — поэма;
- У Терека — поэма;
- Сын Уахатага удалой Гуйман — поэма;
- Симд баделят — поэма
- Сатайхан — поэма.